# 紐黑文鎮區 (密蘇里州富蘭克林縣)
紐黑文鎮區（英語：New Haven Township）是位於美國密蘇里州富蘭克林縣的一個行政鎮區。

## 地方資料
紐黑文鎮區的面積為8.95平方千米，當中陸地面積為8.53平方千米，而水域面積為0.42平方千米。根據2020年美國人口普查的數據，當地共有人口2414人，而人口密度為每平方千米269.72人。